# Выборы примара Кишинёва (2015)
Выборы генерального примара (мэра) муниципия Кишинёв — прошли 14 июня (1 тур) и 28 июня (2 тур). Победу на них одержал Дорин Киртоакэ.

## Результаты голосования

### Первый тур
Выборы генерального примара Кишинёва прошли 14 июня 2015 года. По их результатам ни один из кандидатов не набрал больше половины голосов проголосовавших, и, таким образом, для избрания примара был необходим второй тур. Во второй тур прошли два кандидата — Дорин Киртоакэ и Зинаида Гречаный.
| Имя кандидата        | Представляет партию                                                      | Количество проголосовавших | В % от общего числа |
| -------------------- | ------------------------------------------------------------------------ | -------------------------- | ------------------- |
| Василий Киртока      | Партия коммунистов Республики Молдова                                    | 11 964                     | 4,04 %              |
| Зинаида Гречаный     | Партия социалистов Республики Молдова                                    | 105 644                    | 35,68 %             |
| Илиан Кашу           | Наша партия                                                              | 14 424                     | 4,87 %              |
| Оазу Нантой          | Избирательный блок «Европейская народная платформа Молдовы - Юрие Лянкэ» | 30 126                     | 10,18 %             |
| Тимотей Цуркану      | Национал-либеральная партия                                              | 633                        | 0,21 %              |
| Серафим Урекян       | Либерал-демократическая партия Молдовы                                   | 8806                       | 2,97 %              |
| Михаил Кырлиг        | Народная партия Республики Молдова                                       | 574                        | 0,19 %              |
| Валерий Клименко     | Общественно-политическое движение «Равноправие»                          | 265                        | 0,09 %              |
| Елизавета Москальчук | Партия «Возрождение»                                                     | 145                        | 0,05 %              |
| Григорий Петренко    | Партия «Наш дом — Молдова»                                               | 608                        | 0,21 %              |
| Анатолий Прохницкий  | Зелёная экологическая партия                                             | 261                        | 0,09 %              |
| Марчел Дарие         | Партия закона и справедливости                                           | 281                        | 0,09 %              |
| Татьяна Томаку       | Партия «Патриоты Молдовы»                                                | 212                        | 0,07 %              |
| Олег Брега           | Партия «Демократия дома»                                                 | 4066                       | 1,37 %              |
| Моника Бабук         | Демократическая партия Молдовы                                           | 6417                       | 2,17 %              |
| Игорь Калдаре        | Избирательный блок «Список народа»                                       | 565                        | 0,19 %              |
| Дорин Киртоакэ       | Либеральная партия                                                       | 111 075                    | 37,52 %             |
| Итого                | Итого                                                                    | 296 066 (явка - 47,55 %)   | 100 %               |
| Результаты выборов   |                                                                          |                            |                     |

### Второй тур
Второй состоялся 28 июня 2015 года. По их результатам примаром стал Дорин Киртоакэ.
| Имя кандидата      | Представляет партию                   | Количество проголосовавших | В % от общего числа |
| ------------------ | ------------------------------------- | -------------------------- | ------------------- |
| Дорин Киртоакэ     | Либеральная партия                    | 163 570                    | 53,54 %             |
| Зинаида Гречаный   | Партия социалистов Республики Молдова | 141 929                    | 46,46 %             |
| Итого              | Итого                                 | 305 499 (Явка - 48,68 %)   | 100 %               |
| Результаты выборов |                                       |                            |                     |